# Thecopsammia
Thecopsammia är ett släkte av koralldjur. Thecopsammia ingår i familjen Dendrophylliidae.
Kladogram enligt Catalogue of Life:
| Thecopsammia | \| \| Thecopsammia elongata \| \| \| \| \| \| Thecopsammia socialis \| \| \| \| |
|              | \| \| Thecopsammia elongata \| \| \| \| \| \| Thecopsammia socialis \| \| \| \| |
|              | Astroides                                                                       |
|              |                                                                                 |
|              | Balanophyllia                                                                   |
|              |                                                                                 |
|              | Bathypsammia                                                                    |
|              |                                                                                 |
|              | Cladopsammia                                                                    |
|              |                                                                                 |
|              | Dendrophyllia                                                                   |
|              |                                                                                 |
|              | Dichopsammia                                                                    |
|              |                                                                                 |
|              | Duncanopsammia                                                                  |
|              |                                                                                 |
|              | Eguchipsammia                                                                   |
|              |                                                                                 |
|              | Enallopsammia                                                                   |
|              |                                                                                 |
|              | Endopachys                                                                      |
|              |                                                                                 |
|              | Endopsammia                                                                     |
|              |                                                                                 |
|              | Heteropsammia                                                                   |
|              |                                                                                 |
|              | Leptopsammia                                                                    |
|              |                                                                                 |
|              | Notophyllia                                                                     |
|              |                                                                                 |
|              | Pourtalopsammia                                                                 |
|              |                                                                                 |
|              | Rhizopsammia                                                                    |
|              |                                                                                 |
|              | Trochopsammia                                                                   |
|              |                                                                                 |
|              | Tubastraea                                                                      |
|              |                                                                                 |
|              | Turbinaria                                                                      |
|              |                                                                                 |
|              | Thecopsammia elongata                                                           |
|              |                                                                                 |
|              | Thecopsammia socialis                                                           |
|              |                                                                                 |

|  | Thecopsammia elongata |
|  |                       |
|  | Thecopsammia socialis |
|  |                       |